# بومبونيو ألجيريو

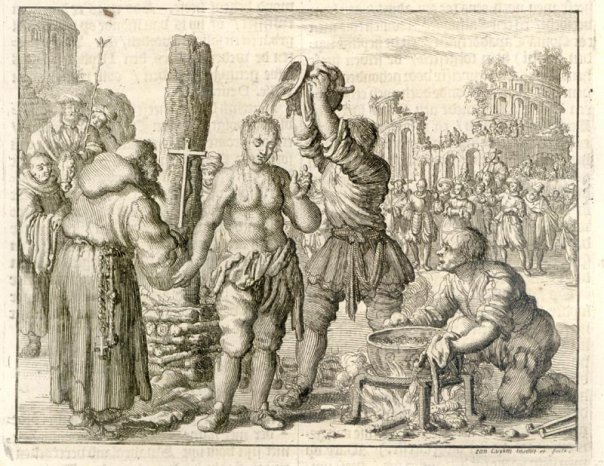
تنفيذ حكم الإعدام بالغلي في بومبونيو ألجيريو

 بومبونيو ألجيريو  (بالإيطالية: Pomponio Algerio) ـ (نولا، 1531 - روما، 22 أغسطس 1556) طالب قانون مدني بجامعة بادوا الإيطالية، التي كانت هدفًا لمحاكم التفتيش الكاثوليكية في القرن السادس عشر لتبنيها أفكارًا لاهوتية إصلاحية. أعدم غليًا عن طريق غمره في غلاية مليئة بالزيت لأفكاره المعارضة للكنيسة الكاثوليكية.
تم اعتقاله في 29 مايو واتهم في 17 يوليو بالهرطقة لأنه قال أن الكنيسة الكاثوليكية ليست الممثل الوحيد للمسيحية وأنكر سلطة البابا الروحية. أثناء محاكمته ارتدى قبعته الأكاديمية ليذكِّر من يحاكموه بأنه طالب جامعي له الحق في التعبير عن آرائه بحرية.
من أقوال ألجيريو التي احتفظ بها محضر محاكمته:
| بومبونيو ألجيريو | أقول إن الكنيسة انحرفت عن الصواب إلى حد أنها تقول إنه لا يمكن لأي إنسان أن يفعل أي فعل من الخير من تلقاء نفسه؛ إذ أنه لا شيء في طبيعتنا الفاسدة المتعفنة يستحق الثناء إلا بقدر ما يمنحنا الرب بمشيئته.... إن الكنيسة الرومانية الكاثوليكية ليست إلا كنيسة واحدة، ولا ينبغي على أي مسيحي أن يقصر نفسه على أي كنيسة. هذه الكنيسة تنحرف عن الحق في كثير من الأمور | بومبونيو ألجيريو |

حُكم على ألجيريو بالسجن بعد رفضه الإذعان لمذهب الكنيسة وطُلب منه مراجعة عقيدته، غير أنه رفض التراجع عن أفكاره بعد عام قضاه خلف القضبان. ونظرًا لأن سلطات البندقية (فينيسيا) كانت ترفض عقوبة الإعدام، فقد أرسل البابا بولس الرابع إلى فينيسيا من أخذه إلى روما. وفي 21 أغسطس 1555 قام راهب من أخوية القديس يوحنا مقطوع الرأس بزيارة ألجيريو في زنزانته لحضه على التوبة، وكانت إعلان ألجيريو لتوبته يتيح له أن يُخنق أولًا قبل حرقه، بدلًا من حرقه مباشرة. غير أن الطالب الجامعي ذا الأعوام الأربعة والعشرين أبى ذلك.
وبعد عام واحد (في 22 أغسطس 1556) قامت السلطات المدنية بإعدام بومبونيو ألجيريو بغليه في غلاية ممتلئة بالزيت في ساحة بيازا نافونا في روما. وقد احتفظ ألجيريو برباطة جأشه أثناء غليه وظل حيًا لخمس عشرة دقيقة .